# Srđan Lakić
Srđan Lakić (2 de octubre de 1983) es un futbolista croata aunque nacido en la antigua Yugoslavia, se desempeña como delantero y actualmente juega en el SC Paderborn 07.

## Clubes
| Club                    | País         | Años        |
| ----------------------- | ------------ | ----------- |
| NK GOŠK Dubrovnik       | Croacia      | 2002 - 2004 |
| NK Hrvatski Dragovoljac | Croacia      | 2004 - 2005 |
| Kamen Ingrad            | Croacia      | 2005 - 2006 |
| Hertha BSC              | Alemania     | 2006 - 2007 |
| Heracles Almelo         | Países Bajos | 2007 - 2008 |
| FC Kaiserslautern       | Alemania     | 2008 - 2011 |
| VfL Wolfsburg           | Alemania     | 2011 - 2012 |
| 1899 Hoffenheim         | Alemania     | 2012 - 2013 |
| Eintracht Frankfurt     | Alemania     | 2013 - 2015 |
| SC Paderborn 07         | Alemania     | 2015 -      |

- Datos: Q531253
- Multimedia: Srđan Lakić / Q531253